# ویلیام لیبی
ویلیام لیبی (انگلیسی: William Libbey; ۲۷ مارس ۱۸۵۵ – ۶ سپتامبر ۱۹۲۷) انسان‌شناس، باستان‌شناس، جغرافی‌دان، تیرانداز، زمین‌شناس، و کوهنورد اهل ایالات متحده آمریکا بود.